# 山谷敬三郎
山谷 敬三郎（やまや けいざぶろう、1952年 - ）は、日本の教育者・心理学者。博士（教育情報学）（東北大学）。専門は教育心理学。カウンセリング心理学。北翔大学及び北翔大学短期大学部の学長。北海道紋別郡遠軽町出身。

## 略歴
- 1952年 遠軽町に生まれる。
- 1976年 北海道教育大学教育学部岩見沢分校卒業。
- 1984年 兵庫教育大学大学院学校教育研究科修士課程修了。
- 1977年 釧路市立東中学校( 現釧路市立幣舞中学校）教諭。
- 1987年 北海道教育委員会指導主事。
- 1997年 北海道女子大学短期大学部初等教育学科助教授。
- 2000年 北海道浅井学園大学生涯学習システム学部教授。
- 2007年 学校法人浅井学園（現学校法人北翔大学）常勤理事。
- 2010年 東北大学大学院後期博士課程教育情報学教育部修了。
- 2014年 北翔大学・北翔大学短期大学部学長補佐 北翔大学教育文化学部教授・同大学院生涯学習学研究科研究科長。
- 2016年 北翔大学・北翔大学短期大学部副学長。
- 2018年 北翔大学・北翔大学短期大学部学長[2]。

## 著書
- 『学校臨床心理学・入門』平野直己ほか共著、有斐閣、2003年
- 『集団の発達を促す学級経営　中学校』河村茂雄ほか共著、図書文化社、2012年
- 『学習コーチング学序説』風間書房、2012年
- 『学校心理学ハンドブック』日本学校心理学会編、分担執筆、教育出版、2017年